# Piirissaar

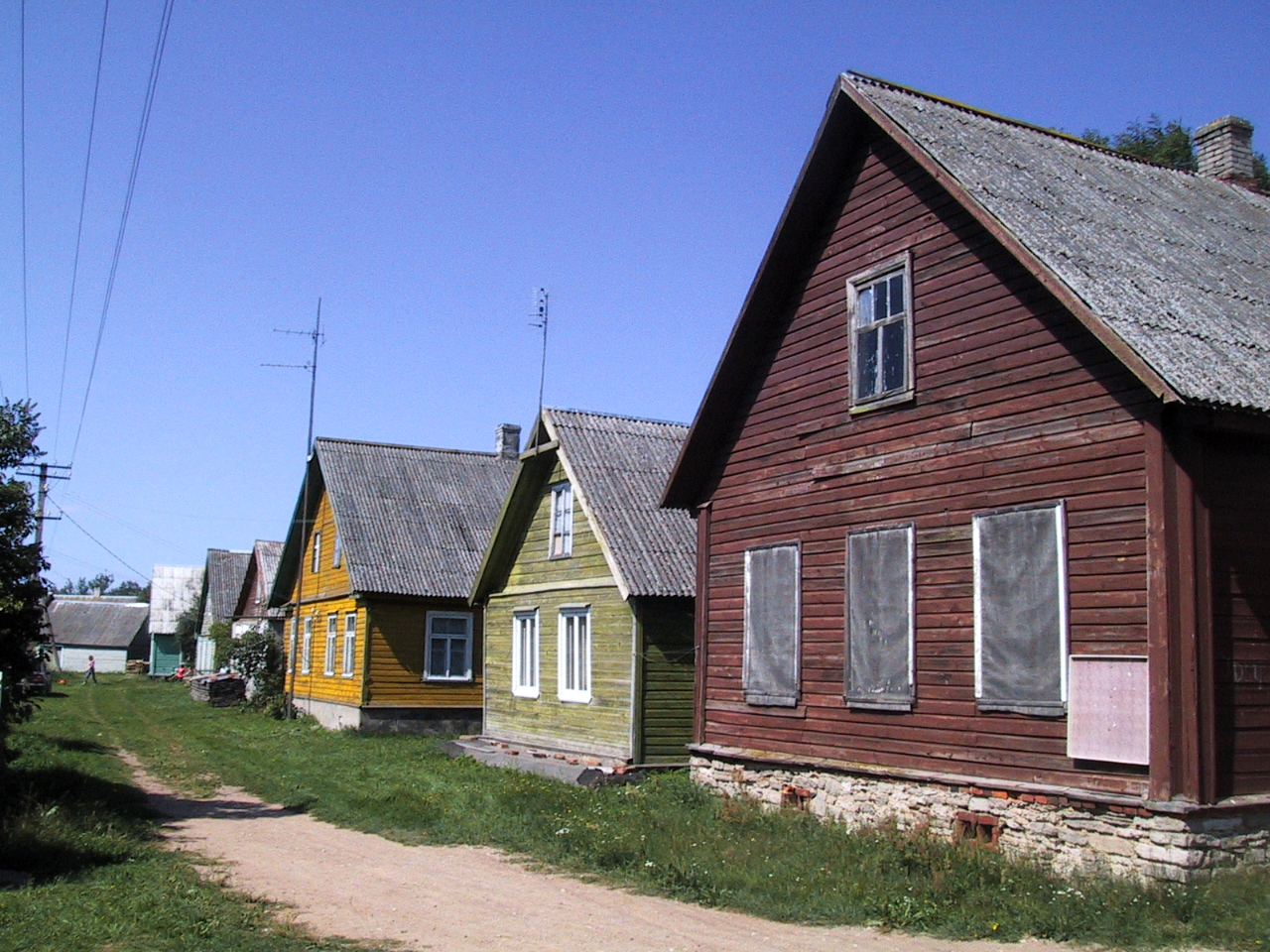

Piirissaar est une île du lac Peïpous en Estonie, d'une superficie de 7,8 km².
Le 17 juin 1997, l'île a été reconnue site Ramsar.